# Карта DVB-S/S2
Карта DVB-S/S2 (также Спутниковая плата) — карта расширения, предназначенная для приёма на компьютер данных, передаваемых со спутников в стандартах DVB-S и (или) DVB-S2.
На сайтах продавцов и в тематических форумах карты DVB-S/S2 часто называются термином DVB-карта, не вполне корректным, поскольку в семейство стандартов DVB входят не только спутниковые, но и многие другие способы широковещательной передачи данных. Такое словоупотребление можно встретить и в компьютерной журналистике. Название DVB-карта или DVB-S/S2 карта иногда используется не только для собственно карт расширения, устанавливаемых в корпус компьютера, но и для внешних устройства приёма сигнала DVB-S/S2, подключаемые к компьютеру по интерфейсу USB.

## Применение
Для работы карты DVB-S/S2 требуется установка на компьютере соответствующего драйвера, обеспечивающего работу карты с различным прикладным программным обеспечением. В среде Microsoft Windows используются драйверы архитектуры BDA, позволяющие приложениям абстрагироваться от конкретного типа карты (ранее использовались драйверы архитектуры WDM, которые требовали отдельной поддержки каждого типа карт в приложениях). В среде Linux поддержка устройств DVB-S/S2 осуществляется в рамках проекта Video4Linux.

### Прием и просмотр спутникового телевидения
Карты DVB-S/S2 применяются для просмотра и приема спутникового телевидения. Для этого на компьютере должно быть установлено соответствующее программное обеспечение, обеспечивающее демультиплексирование полученного от драйвера карты транспортного потока, декодирование аудио- и видеоконтента и его воспроизведение. Платы могут комплектоваться таким ПО при продаже, в том числе демонстрационными или условно-бесплатными версиями с ограниченной функциональностью.
Большинство карт DVB-S/S2 позволяет принимать только «открытые» каналы спутникового ТВ. Существуют также карты DVB-S/S2 с адаптером Common Interface, позволяющим подключать CAM-модули с картой доступа и принимать «закрытые» (платные) каналы. В отдельных случаях возможно применение карт DVB-S/S2 в составе компьютеров-серверов и клиентов кардшаринга; также существуют программные средства эмуляции кодировки BISS, позволяющие и вовсе обойтись без Common Interface.

### Сети передачи данных
Стандарты DVB предусматривают не только передачу ТВ-вещания, но и широковещательную передачу данных (инкапсуляцию сетевых протоколов в транспортный поток DVB). Эта возможность используется для передачи IP-трафика по спутниковым каналам. Чтобы принимать данные IP с помощью карты DVB-S/S2, требуется установка на компьютере программного обеспечения, осуществляющего их «извлечение» из потока DVB и создающего на компьютере виртуальный сетевой адаптер. Некоторые платы поставляются с драйверами и ПО только для приема данных, без возможности приема ТВ (но возможно настроить их для просмотра спутникового телевидения с помощью сторонних программ).
Программы для операционных систем Microsoft Windows, позволяющие принимать данные IP с помощью карт DVB-S/S2, поставляются как производителями плат, так и независимыми разработчиками.
Существуют также автономные устройства, принимающие данные со спутника и передающие их в локальную сеть Ethernet. Такие устройства также иногда называют DVB-картами или Спутниковыми модемами, хотя ни тем, ни другим они не являются.

#### Односторонний спутниковый Интернет
При одностороннем спутниковом доступе в Интернет абонент получает данные через широкополосный спутниковый канал с помощью карты DVB-S/S2, а запросы от абонента передаются через любой доступный проводной или мобильный канал связи — ADSL, GPRS и т. п.

#### Сети многоадресной (широковещательной) рассылки
С помощью карт DVB-S/S2 возможно осуществлять приём информации, передаваемой через спутник, одновременно многими абонентами. На этом построены сети многоадресной рассылки, в частности приёмные станции метеорологической системы EUMETCast, ведомственные сети циркулярной рассылки.

#### «Рыбалка со спутника»
Специальное программное обеспечение (снифферы) может принимать и анализировать весь входящий с карты DVB-S/S2 трафик, использующий известные способы инкапсуляции. Если этот трафик не зашифрован, из него можно восстановить файлы, скачиваемые пользователями одностороннего спутникового Интернета, просматриваемые ими веб-страницы, сообщения чатов и т. п.

## Устройство карт DVB-S/S2
Антенный вход карты DVB-S/S2 подключается посредством высокочастотного коаксиального кабеля к приёмному конвертеру спутниковой антенны. Для подключения используется высокочастотный разъём типа F. Некоторые карты DVB-S/S2 имеют второй разъем (loop), на который выводится сигнал, полученный от антенны. К этому разъему можно подключать другие устройства, например спутниковый ресивер.
Основные компоненты карты DVB-S/S2, выполняются в виде отдельных чипов, возможно также применение интегральных чипов, реализующих сразу несколько функций:
- DVB-S/S2 тюнер — осуществляет приём аналогового сигнала с антенны и преобразование его в цифровую форму. Карта DVB-S/S2 может иметь несколько независимых тюнеров (и, соответственно, несколько антенных входов)[16][17].
- DVB-S/S2 демодулятор — декодирует принятые данные, осуществляет упреждающую коррекцию ошибок, формирует транспортный поток.
- Модуль управления спутниковым конвертером — формирует управляющие сигналы (напряжение и тон) для переключения поляризации и поддиапазона конвертера. Программное обеспечение может также формировать с помощью этого модуля команды DiSEqC и USALS для управления позиционером спутниковой антенны, мультисвичами и т. п.
- Мост PCI, PCIe или (для внешних устройств) USB — обеспечивает аппаратный интерфейс с компьютером.

В комплект карты DVB-S/S2 может входить пульт дистанционного управления. ИК-приемник для пульта в случае устанавливаемых в корпус компьютера карт выносится на кабеле и подключается через специальный разъем на карте, а для внешних USB-устройств интегрируется в их корпус. Для использования ПДУ требуется его поддержка прикладными программами.
Ранние модели карт DVB-S, такие как SkyStar 1 и ряд других, осуществляли аппаратное (отдельным чипом) демультиплексирование транспортного потока и декодирование MPEG2. На картах семейства SkyStar 2 используется чип, осуществляющий аппаратное демультиплексирование потока, а декодирование возлагается на центральный процессор компьютера, в который установлена карта. Это позволяет использовать разные кодеки, например MPEG-4, но возможности чипа ограничивают максимальную скорость потока. В современных DVB-S/S2 платах все функции демультиплексирования потока и декодирования аудио и видео переложены на мощный центральный процессор компьютера (с помощью соответствующего ПО), что удешевляет их и даёт существенно большую гибкость в применении.